# Medicina da conservação
Medicina da conservação é uma ciência multidisciplinar que busca a promoção da saúde ecológica na sociedade e na natureza através da interação entre as saúdes humana, animal e ambiental. Seu objeto de estudo são as interações entre dos organismos patogênicos, as espécies e os ecossistemas. 
Se fez e se faz necessária devido a grande exploração humana quanto aos ecossistemas naturais por causa dos avanços na agricultura e diversas atividades produtivas de caráteres antrópicos, há constante  crescimento no desequilíbrio ambiental trazendo como consequência situações emergenciais quanto à patógenos em todo o mundo, atingindo assim a saúde humana, animal e ecológica em geral. 

## Conceito
O termo “medicina da conservação” foi introduzido por Koch em 1996, definido como “um amplo contexto ecológico, no qual a saúde das espécies está interconectada aos processos ecológicos que governam a vida”.
Os pesquisadores brasileiros Mangini e Silva (2006) definiram medicina da conservação como “a ciência para a crise da saúde ambiental e a consequente perda da diversidade biológica, desenvolvida por meio da transdisciplinaridade na execução de pesquisas, ações de manejo e políticas públicas ambientais voltadas à manutenção da saúde de todas as comunidades biológicas e seus ecossistemas”.

## História
Nas décadas de 1960 e 1970 a percepção quanto aos limites dos recursos naturais não era pensada nem discutida, com o passar do tempo já em um contexto de perda de biodiversidade profissionais ligados à estas áreas (como biólogos e veterinários) iniciaram atuação em uma nova área denominada biologia da conservação. No final de 1980 epidemias começaram a ocorrer tanto em espécies humanas e não humanas, ou seja, grande multiplicação e desenvolvimento de diferentes patógenos, p. ex. o declínio global de anfíbios por múltiplas causas; o surgimento da pneumonia asiática em humanos e a chegada da Febre do Nilo à América do Norte (Mangini e Silva, 2006). Na transição entre séc. XX e séc. XIX aconteceram diversas alterações ambientais (inclusive devido a globalização cada vez maior) como o aumento da circulação de pessoas, animais e produtos, em âmbito mundial,, fazendo com que se percebesse a necessidade da conservação não de espécies específicas mas de todos os conjuntos formadores dos ecossistemas, culminando assim na áreas de conhecimento denominada medicina da conservação.

## Brasil
Em 2004 foi criado o Instituto Brasileiro para a Medicina da Conservação (IBMC - Tríade). Em 2007 o Instituto de Ensino, Pesquisa e Preservação Ambiental Marcos Daniel - IMD promoveu o I Encontro Internacional de Medicina da Conservação em parceria com o Tríade  e a Faculdade de Saúde e Meio Ambiente (FAESA), neste evento ocorreu a produção da 'Carta de Vitória', documento no qual continha diretrizes para a medicina da conservação na América Latina. Em 2009  houve o II Encontro Internacional de Medicina da Conservação. Evento que teve como parcerias o Tríade, o IMD, da Universidade Federal Rural de Pernambuco e do Instituto Brasileiro do Meio Ambiente e dos Recursos Naturais Renováveis (IBAMA).

## Ligações Externas
- Página do Instituto Brasileiro para Medicina da Conservação
- http://www.ipe.org.br/html/programas_pontal_especies_sentinelas.htm